# 井村実名子
井村 実名子（いむら みなこ、1935年 - ）は、フランス文学者、東京女子大学名誉教授。
東京生まれ。東京大学大学院仏語仏文学専攻博士課程修了。

## 著訳書
- 『精選フランス料理』小野正吉監修、柴田書店 1975
- レーモン・ジャン『ネルヴァル　生涯と作品』入沢康夫共訳、筑摩書房〈筑摩叢書〉 1975、復刊1985
- 『フランスロマン派1833年　ゴーチエの青春』花神社 1985
- 『初級読本《フランへ行こう!》』駿河台出版社 1988
- 『青春のパリジェンヌ』駿河台出版社 1988
- 『現代シャンソンの流れ』三修社 1991
- テオフィル・ゴーチエ『若きフランスたち　諧謔小説集』国書刊行会 1999
- 『愛誦詩集』二宮フサ、J.-M.ジェルボレ共著　白水社 2000
- テオフィル・ゴーチエ『モーパン嬢』 岩波文庫（上下） 2006
- テオフィル・ゴーチエ『ボードレール』国書刊行会 2011